# Pogonosoma lugens
Pogonosoma lugens är en tvåvingeart som beskrevs av Friedrich Hermann Loew 1873. Pogonosoma lugens ingår i släktet Pogonosoma och familjen rovflugor. Inga underarter finns listade i Catalogue of Life.